# 大井町 (岐阜県)
大井町（おおいちょう）は、かつて岐阜県恵那郡にあった町である。
中山道大井宿を中心にした町であり、現在の恵那市の中心地を構成する町の一つである。

## 大字・字
- 大字:無し
- 字:上町、葛澤、垣外、前田、後田、城の欠、南関戸、北関戸、廣久手、観音寺、横町、神の木、下屋敷、森、市場田、根津、森脇、奥戸、本町、古瀬、市神下、宮之前、出塀、雀子ケ根、牛馬場、横平、竪町、五本松、女淵、舟山、野畑、上畑、鴨田、丸池、茶屋町、的ケ屋敷、道昌田、學頭、野尻、中田、一丁田、烏帽子岩、橋場、長島、御所の前、蓮華寺、青木、原、安原、栗畑平、佐渡、黒岩、内城、惣之神、日光坊、元起、大林、入道坂、舟橋、下河原、城畑、太手、土々ケ根、野越、深沼、島田、神徳、柳ケ壺、鏡山、坂の向、下岡瀬澤、岡瀬澤

## 歴史
- 奈良時代の大宝2年（702年）、行基により観音堂が建立され、長国寺の草創となる。
- 平安時代末期から、恵那郡遠山荘の一部。岩村城を拠点とする地頭であった遠山氏の所領。
- 室町時代の永享7年（1435年）美濃国の守護土岐氏一族の原秀行が大井城を築城。
- 応仁の乱の時、信濃松尾城主の小笠原家長と木曽の豪族木曾家豊が恵那郡に侵入。文明5年（1473年）から天文元年（1532年）の数十年間小笠原氏が大井城を拠点として恵那郡の中部を支配した。
- 天文2年（1533年）以降になると小笠原氏は家中の内紛により勢力が弱まり、遠山氏が恵那郡中部を奪還。遠山家臣藤井宗常・常守の兄弟が鷹撃谷城を築城。
- 戦国時代末期武田氏が恵那郡に侵入し遠山氏の本拠地岩村城を占領し恵那郡を支配したが織田信長が武田軍を攻撃し恵那郡から追放。
- 江戸時代は尾張藩領。中山道の大井宿として繁栄する。
- 慶長9年(1604年)2月の江戸幕府の命により大井関戸の中山道に一里塚が設置された。
- 明治22年（1889年）7月1日 - 町村制施行に伴い、大井村が発足。
- 明治23年（1890年）12月27日 - 大井村が町制施行し、大井町となる。
- 昭和29年（1954年）4月1日 - 恵那郡長島町、東野村、三郷村、武並村、笠置村、中野方村、飯地村と合併し、恵那市となる。

## 町長
- 古屋善造

## 神社
- 武並神社
- 市神神社
- 根津神社
- 富士浅間神社
- 金毘羅神社
- 菅原神社
- 秋葉神社
- 妻神稲荷合社
- 山神社
- 若宮
- 竹腰社
- 神子母社

## 寺院
- 長国寺
- 東禅寺
- 専行寺
- 延壽院
- 得浄寺

## 交通機関
- 国鉄中央本線・明知線
  - 大井駅
- 北恵那鉄道大井線（1932年休止、1934年廃止）
  - 新大井駅 - 金竜温泉駅 - 大井ダム駅（旧・奥戸駅）

## 教育
- 大井町立大井小学校（現・恵那市立大井小学校）
- 大井町長島町学校組合立恵那中学校（1957年恵那市立恵那東中学校と恵那市立恵那西中学校に分割）
- 岐阜県立恵那高等学校

## 観光など
- 大井宿
- 恵那峡
- 大井ダム
- 武並神社